# Александр Штогрін
Ось варіант українською у стилі Вікіпедії:
Олександр Штогрін — український громадський діяч, міський голова міста Бахмут (Донецька область). На момент обрання йому було 14 років, що робить його одним із наймолодших мерів у світі.

## Біографія
Олександр Штогрін народився у Бахмуті, Україна. З дитинства проявляв інтерес до мототехніки та міського самоврядування.
У віці 14 років був обраний міським головою Бахмута.

## Захоплення
Окрім роботи на посаді мера, захоплюється мотоциклами та регулярно їздить на них у вільний час.